# Freight Train Riders of America
Die Freight Train Riders of America (FTRA), (dt. etwa: „Die Güterzugreiter von Amerika“), sind eine hauptsächlich in dem Norden der USA bewegliche Gruppe wohnungsloser Leute, die regelmäßig illegal in Güterzügen reisen.
Die FTRA wurde in den 1980er Jahren von wohnungslosen Veteranen des Vietnamkriegs in einer Bar in Montana gegründet. Die Initialen standen ursprünglich für „Fuck The Reagan Administration!“. Später wurde der jetzige Name angenommen.
Der Polizist Bob Grandinetti in Spokane hat sich auf die Untersuchung der FTRA spezialisiert, sowohl während seiner Dienstzeit, als auch während seines Ruhestands. Er stellte einen Zusammenhang zwischen Mitgliedern dieser Gruppe und zahlreichen kriminellen Handlungen fest: Betrug mit Essensmarken, Handel mit illegalen Drogen, eine Vielzahl von Diebstählen sowie brutale Überfälle und Morde, die an anderen wohnungslosen Leuten, die regelmäßig illegal in Güterzügen reisten, verübt wurden.
Die Mitglieder der FTRA verstehen sich als eine Gruppe wohnungsloser Leute, die nur zur gegenseitigen Unterstützung organisiert sind und streiten diese Beschuldigungen entsprechend ab.
Einige nicht zu der FTRA gehörende wohnungslose Leute bezweifeln die Vermutungen Grandinettis und verweisen auf gute Erfahrungen, die sie mit FTRA-Mitgliedern machten. Andere wohnungslose Leute verweisen auf schlechte Erfahrungen, die sie mit FTRA-Mitgliedern machten. Verwirrend kommt hinzu, dass viele Angestellte der Eisenbahngesellschaften pflichtgemäß die Existenz der FTRA in das Reich der Mythen verweisen, während einige andere dieses nicht tun.
Es wird vermutet, dass sich etwa 1.000 Mitglieder dieser Gruppe regelmäßig auf der Burlington Northern Santa Fe Railway, die sich von Minneapolis bis Seattle erstreckt, aufhalten.
Einige Hakenkreuzgraffiti wurden Angehörigen der FTRA zugeschrieben. Dieses führte zu Spekulationen, inwiefern diese Gruppe eine rassistische Ausrichtung aufweisen könnte. Auch wurden Vergleiche zur Aryan Brotherhood gezogen. Weil aber kein anderer Hinweis für diese Vermutungen erbracht worden ist, wurden sie meistens nicht ernst genommen. Jedoch wurde die FTRA von anderen wohnungslosen Leuten oft mit den Hells Angels verglichen.
Eine Reihe von Morden an Reisenden entlang der Schienen, die der Serienmörder Robert Joseph Silveria, jr. (alias Sidetrack) begangen hatte, führte zu einer erhöhten Aufmerksamkeit der Presse und der Polizei, was sich schließlich auch in einer Berichterstattung in der Fernsehshow America’s Most Wanted niederschlug. Silveria behauptet, nicht Mitglied der FTRA gewesen zu sein. Doch dieses wird von dem ehemaligen Polizisten Bill Palmini in seinem Buch Murder on the Rails bestritten. Robert Silveria sitzt für seine Morde zwei lebenslange Haftstrafen ab.